# Attention: Miley Live
Attention: Miley Live ist das zweite Livealbum der US-amerikanischen Sängerin Miley Cyrus. Es wurde am 1. April 2022 unter dem Label Columbia Records veröffentlicht. Der größte Teil des Albums wurde während Cyrus’ Konzert beim Super Bowl Music Fest am 12. Februar 2022 in der Crypto.com Arena in Los Angeles aufgenommen. Das Album umfasst Lieder von Cyrus’ Alben Plastic Hearts (2020), Miley Cyrus & Her Dead Petz (2015), Bangerz (2013), The Time of Our Lives (2009), Breakout (2008) und Meet Miley Cyrus (2007).

## Hintergrund
Cyrus kündigte das Album am Ende ihres Auftritts beim Lollapalooza Brasilien in São Paulo am 26. März 2022 an. Das Album enthält zwei neue Lieder: You wurde von Cyrus erstmals bei Miley’s New Year’s Eve Party am 31. Dezember 2021 gesungen, während Attention Cyrus’ Konzerte ihrer gleichnamigen Tournee durch Südamerika im März 2022 eröffnete.
Die Musikvideos zu We Can’t Stop X Where Is My Mind?, Wrecking Ball X Nothing Compares 2 U und Never Be Me wurden jeweils am 28., 29. und 30. März 2022 auf YouTube veröffentlicht.

## Titelliste
| #   | Titel                                 | Autoren | Länge |
| --- | ------------------------------------- | --- | ----- |
| 1.  | Attention                             | Miley Cyrus, Maxx Morando | 1:35  |
| 2.  | We Can’t Stop X Where Is My Mind?     | Miley Cyrus, Timothy Thomas, Theron Thomas, Pierre Slaughter, Michael Williams II, Douglas Davis, Ricky Walters, Charles Thompson IV | 5:34  |
| 3.  | Plastic Hearts                        | Miley Cyrus, Ryan Tedder, Alexandra Tamposi, Andrew Wotman, Louis Bell                                                               | 3:26  |
| 4.  | Heart of Glass                        | Debbie Harry, Christopher Stein | 3:07  |
| 5.  | 4x4                                   | Miley Cyrus, Pharrell Williams, Cornell Haynes Jr.                                                                                   | 3:00  |
| 6.  | SMS (Bangerz)                         | Miley Cyrus, Sean Garrett, Marquel Middlebrooks, Michael Williams II                                                                 | 3:20  |
| 7.  | Dooo It!                              | Miley Cyrus, Wayne Coyne, Stephen Drozd, Dennis Coyne                                                                                | 1:08  |
| 8.  | 23                                    | Miley Cyrus, Timothy Thomas, Theron Thomas, Pierre Slaughter, Michael Williams II, Jordan Houston, Cameron Thomaz                    | 8:54  |
| 9.  | Never Be Me                           | Miley Cyrus, Ilsey Juber, Mark Ronson                                                                                                | 3:33  |
| 10. | Maybe                                 | Richie Barrett | 4:07  |
| 11. | 7 Things                              | Miley Cyrus, Timothy James, Antonina Armato                                                                                          | 3:40  |
| 12. | Bang Bang X See You Again             | Miley Cyrus, Timothy James, Antonina Armato, Sonny Bono                                                                              | 4:32  |
| 13. | Jolene                                | Dolly Parton | 4:26  |
| 14. | High                                  | Miley Cyrus, Caitlyn Smith, Jennifer Decilveo                                                                                        | 3:29  |
| 15. | You                                   | Miley Cyrus, Bibi Bourelly, Michael Pollack, Ian Kirkpatrick                                                                         | 3:01  |
| 16. | Like a Prayer                         | Madonna Ciccone, Patrick Leonard | 3:27  |
| 17. | Edge of Midnight (Midnight Sky Remix) | Miley Cyrus, Ilsey Juber, Jonathan Bellion, Ali Tamposi, Andrew Wotman, Stevie Nicks                                                 | 3:40  |
| 18. | The Climb                             | Jessi Alexander, Jonathan Mabe | 6:00  |
| 19. | Wrecking Ball X Nothing Compares 2 U  | Sacha Skarbek, Maureen McDonald, Stephan Moccio, Lukasz Gottwald, Henry Walter, Prince                                               | 5:13  |
| 20. | Party in the U.S.A.                   | Jessica Cornish, Claude Kelly, Lukasz Gottwald                                                                                       | 7:00  |

Anmerkungen
- Alle Titel werden mit „Live“ ausgeschrieben, außer Attention.
- Der Titel von Attention wird in Großbuchstaben dargestellt.

## Chartplatzierungen
| ChartsChartplatzierungen | Höchstplatzierung | Wochen |
| ------------------------ | ----------------- | ------ |
| Schweiz (IFPI)           | 46 (1 Wo.)        | 1      |